# Donderbezem

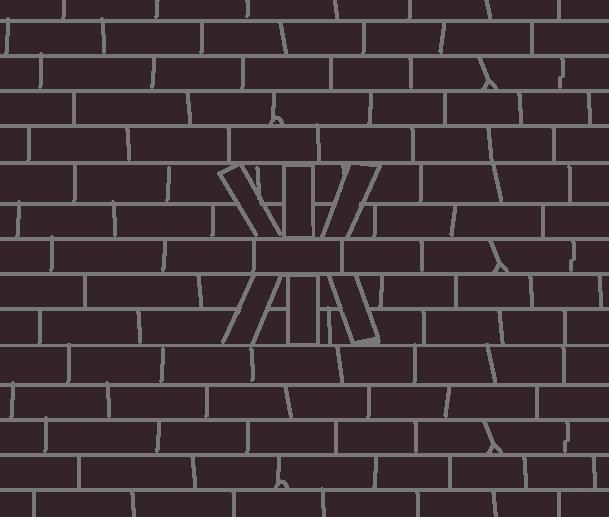
Donderbezem als in Elburg

Een gemetseld of houten rune, de donderbezem of hagalrune werd in gevels afgebeeld, in de veronderstelling dat daardoor bovennatuurlijke krachten onheil, met name blikseminslag, afweren.

## Gebruik
Deze komt ook voor als symbool in het zonnerad dat men op muren en in bovenramen aantreft. Het heeft dan dezelfde functie. De donderbezem werd ook als topgevelteken of topmakelaar, aan de nok van de gevel, aangebracht.
Behalve op middeleeuwse stadsmuren kan het op vakwerkhuizen in Twente en in de Achterhoek worden gezien. De donderbezem kan ook voorkomen als een metalen muuranker in de vorm van een hamer (een omgekeerde T). Donderbezems in siermetselwerk moeten opzettelijk zijn aangebracht.
Wanneer een topmakelaar een donderbezem genoemd kan worden is onduidelijk. Men komt de donderbezem als makelaar in allerlei vormen tegen.

## Voorbeelden
In Nederland vindt men een gave donderbezem in sierlijk metselwerk in de Vischpoort in Elburg. 
Men vindt het donderbezemmotief nog als kopie op het dak van een 19e-eeuws huis in Buurse (gemeente Haaksbergen). Het origineel wordt bewaard in het Rijksmuseum te Enschede. 

## Oorsprong
De donderbezem als magisch teken zou nog teruggaan op het Germaanse geloof in Donar, de god van de donder. 
Een donderbezem kon het Boze afweren. Zo schreef meester Hendrik Willem Heuvel in Oud-Achterhoeksch Boerenleven (1927) dat zijn buurvrouw, als ze het huis verliet, een bezem schuin tegen de deur plaatste. "Nou könt er gin spöke of dieve in huus kommen."
Deze donderbezems kunnen zich in de tijd als beeld vermengen met de latere levensbomen.
Muurankers zoals bovenaan de Vischpoort kunnen ook gewoon een esthetische vorm hebben gekregen. Het is gemakkelijk om er afwerende X-figuren in te zien, de gelijkenis kan op toeval berusten.
De kerk heeft de donderbezems altijd als bijgeloof en restant van de oude heidense cultus veroordeeld.